# Brusselse gewestverkiezingen 2009/Kandidatenlijst/Groen!
Dit is de kandidatenlijst van Groen! voor de Brusselse gewestverkiezingen van 2009. De verkozenen staan vetgedrukt.

## Effectieven
1. Bruno De Lille
2. Annemie Maes
3. Klaas Lagrou
4. Annemie Vermeylen
5. Steph Feremans
6. Katia Van Den Broucke
7. Bart Hanssens
8. Caroline Vos
9. Nathalie Espeel
10. Pierre Demol
11. Pouyan Adas Kar
12. Ria Kaatee
13. Marcel Rijdams
14. Gaëtan Danneels
15. Griet Dobbelaere
16. Luc Denys
17. Adelheid Byttebier

### Opvolgers
1. Elke Van Den Brandt
2. Bart Dhondt
3. Nathalie De Swaef
4. Kris Vanslambrouck
5. Griet Hubrechts
6. Alain Beeckmans
7. Niroda Mantrimayum
8. Eric Roelandt
9. Erika Bosserez
10. Julien De Praetere
11. Nathalie Slosse
12. Mark De Meyer
13. Fatima Aouriagal
14. Bram Gilles
15. Luckas Vander Taelen
16. Tinne Van Der Straeten